# Тумба (Солун)
Тумба (грч. Τούμπα) је градско насеље Солуна, Грчка. Административно припада општини Солун. Овде се налази истоимени стадион фудбалског клуба ПАОК.
Насеље је подигнуто после 1922. године где су насељене грчке избегличке породице из Турске. Дели се на махале Горња и Доња Тумба. До Другог светског рата била је највеће приградско насеље Солуна и на попису из 1940 године имала је 22.213 становника.